# Parc du Héron
Pour le centre commercial nommé Heron Parc, voir Heron Parc.
Le parc du Héron est l'un des parcs de Villeneuve-d'Ascq, d'une superficie de 110 ha. Une partie est classée en réserve naturelle régionale du Héron.

## Description
Le parc du Héron est situé au centre de la ville de Villeneuve-d'Ascq, entre les quartiers de Brigode (au sud) et de la Cousinerie (au nord) et entre le parc urbain (à l'ouest) et la rivière la Marque et Forest-sur-Marque, (à l'est). Il compte 110 hectares d'eau et d'espaces verts. En 1995, 73 ha du parc à l'est du lac du Héron ont été classés réserve naturelle volontaire, pour protéger la faune et la flore. Le site est devenu une réserve naturelle régionale en 2012. Il comprend un grand lac, le lac du Héron.

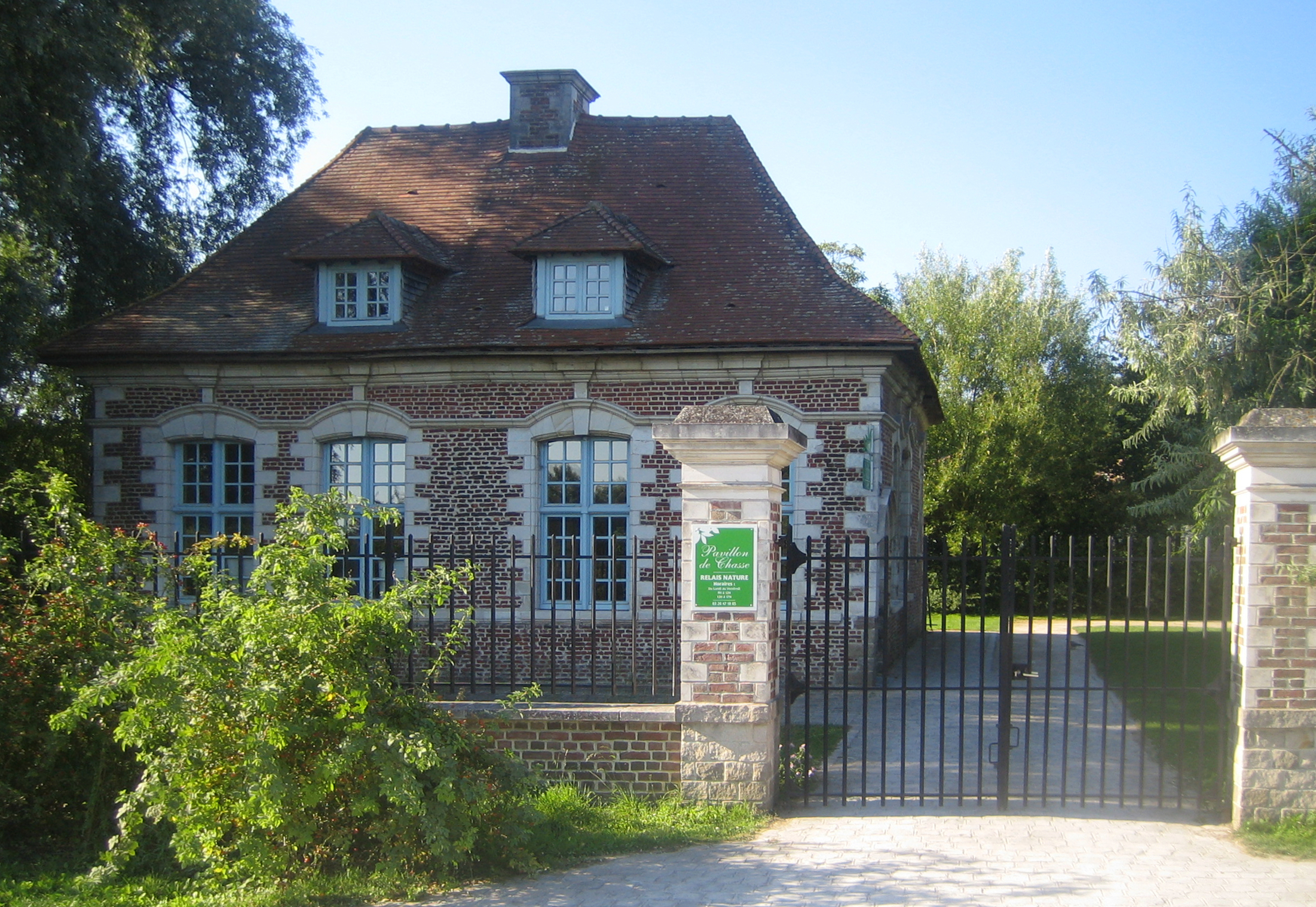
Pavillon de chasse.
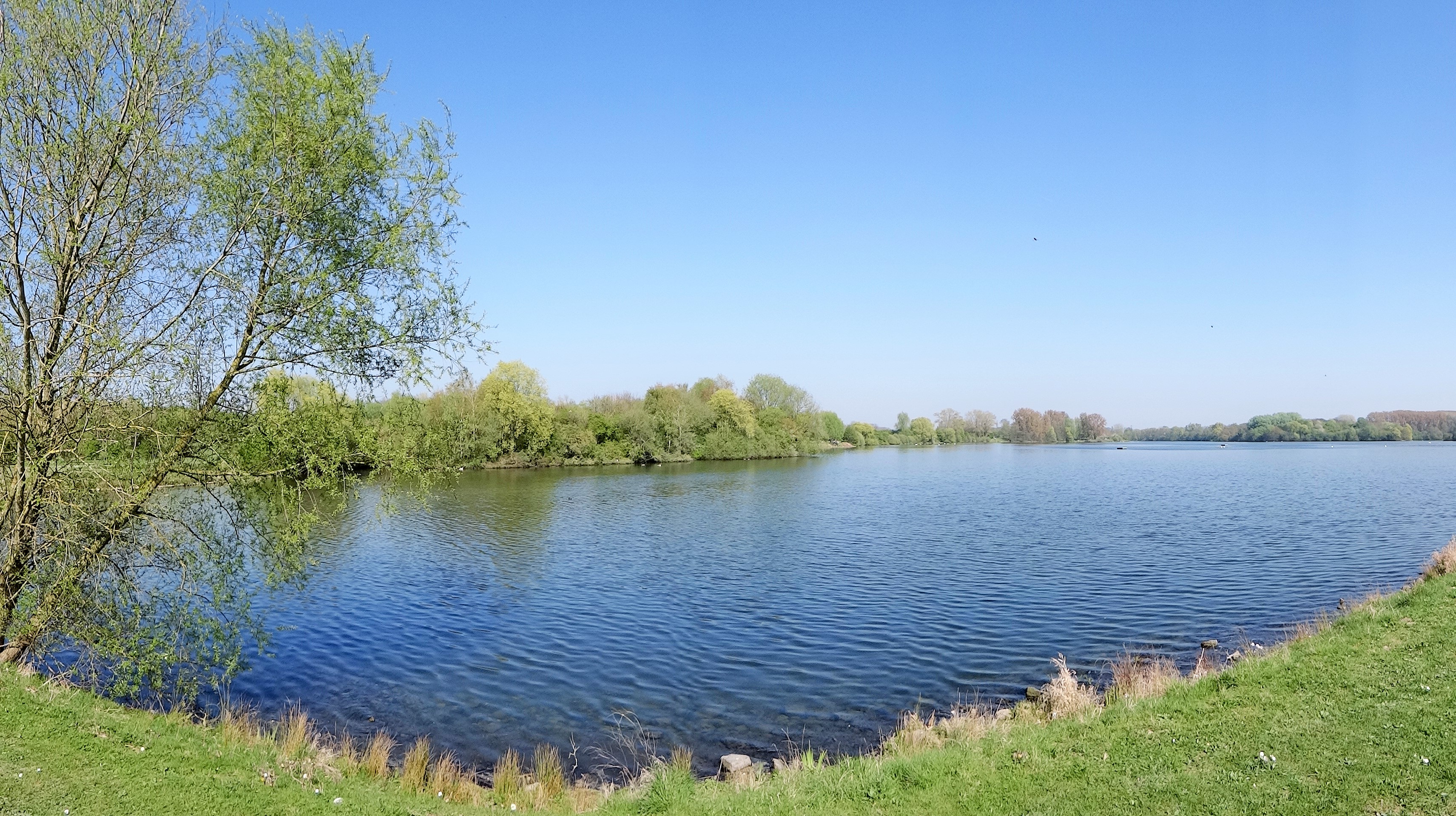
Vue du lac du Héron.
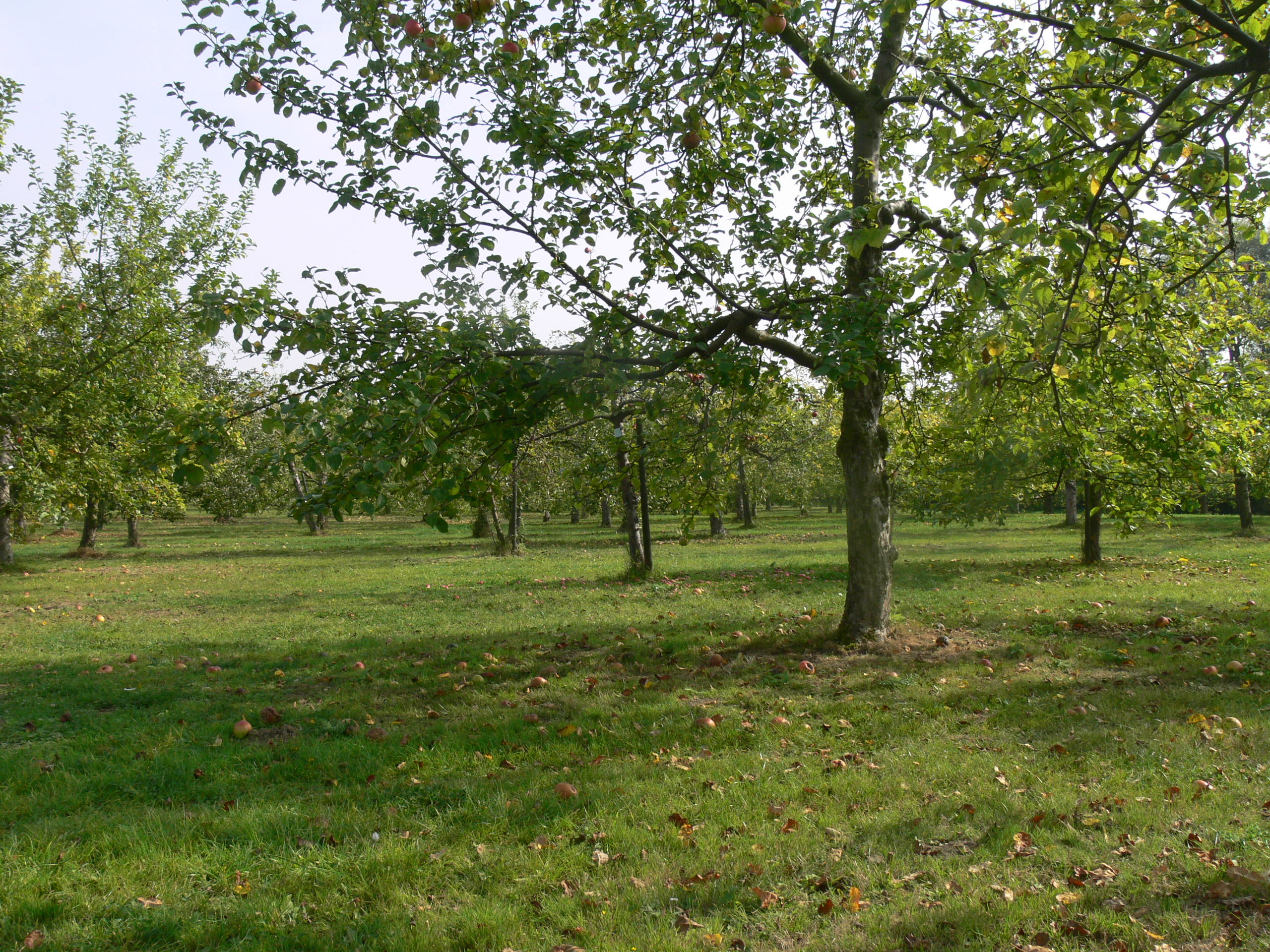
Verger conservatoire du CRRG.
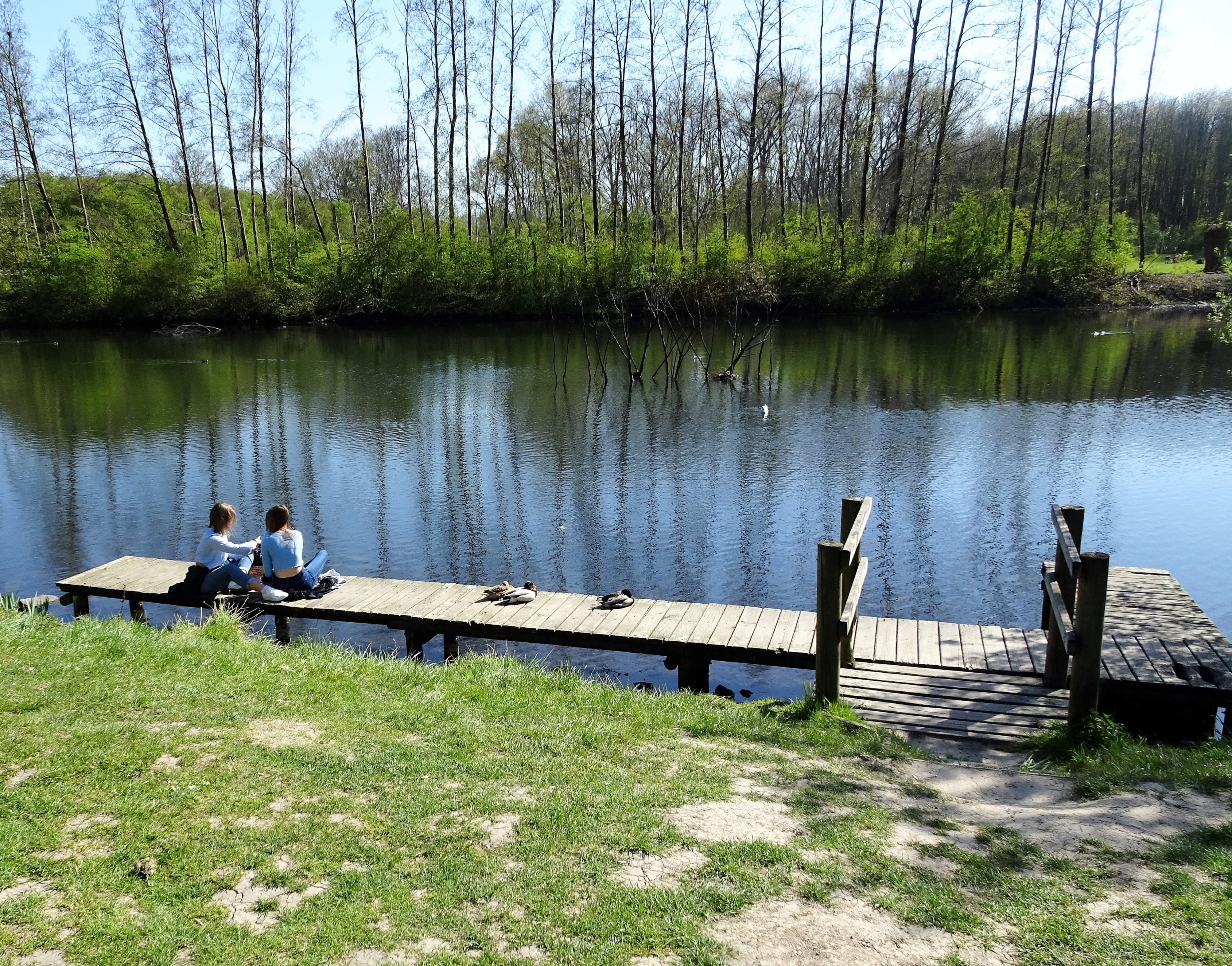
La parc du héron, en sortant d'un des confinements liés à la pandémie de Covid-19 en France. Avril 2021.

Il est surplombé de la colline des Marchenelles, colline artificielle culminant de 40 m, créée à la création de la ville nouvelle avec la terre extraite du creusement des lacs. La colline des Marchenelles compte une forêt d'environ 120 000 plants, plantés en 1981 et 1982. Les principaux arbres qu'on y trouve sont l'aulne, le tremble, l'orme et le chêne.
On y trouve aussi le parc archéologique Asnapio, le pavillon de chasse Inscrit MH (1951)(XVIIe siècle, rénové par les Compagnons du Devoir), la ferme Petitprez (siège d'un estaminet et d'un ESAT de théâtre : Quanta), la ferme du Héron.
Le parc est un endroit de promenade apprécié pour les marcheurs et les cyclistes. De nombreuses personnes viennent s'y détendre le week-end, et les bords du lac sont un endroit privilégié pour bronzer ou lire. Depuis 2002, le parc du Héron est géré par l'Espace naturel Lille métropole. Des sentiers de promenade ont été réaménagés en 2004 et 500 000 usagers ont été enregistrés en 2009.
Une station d'épuration est installée à Ascq, au sud-est du lac du Héron.
Le parc a été aménagé par le paysagiste Jean Challet.

## Histoire
En 1978, la ville de Villeneuve-d'Ascq soutient le combat de José Bové mené sur le plateau du Larzac : sa ferme de Montredon en Aveyron est jumelée à la ferme du Héron. Quelques années plus tard, José Bové est nommé citoyen d’honneur de la ville,.
En 1979, la ferme verte du Héron s'aménage.
En 1981 et 1982 sont plantés les arbres de la colline des Marchenelles.
En 1984, un verger conservatoire a été créé.
En 1995, 73 ha du parc à l'est du lac du Héron sont classés réserve naturelle volontaire. Pour cette raison, l'usage des vélos est interdit et les chiens doivent être tenus en laisse sur ce site.
Depuis 2002, le parc du Héron est gérée par l'Espace naturel Lille métropole.
En 2004, des sentiers de promenade ont été réaménagés.
Le 6 février 2012, le site a été classé en réserve naturelle régionale pour une durée de 10 ans reconductible.
En 2014, le cercle de voile du Héron, à la base municipale Jacques-Yves-Cousteau, décide de mettre fin à ses activités pour cause de prolifération d'une plante aquatique.

## Faune

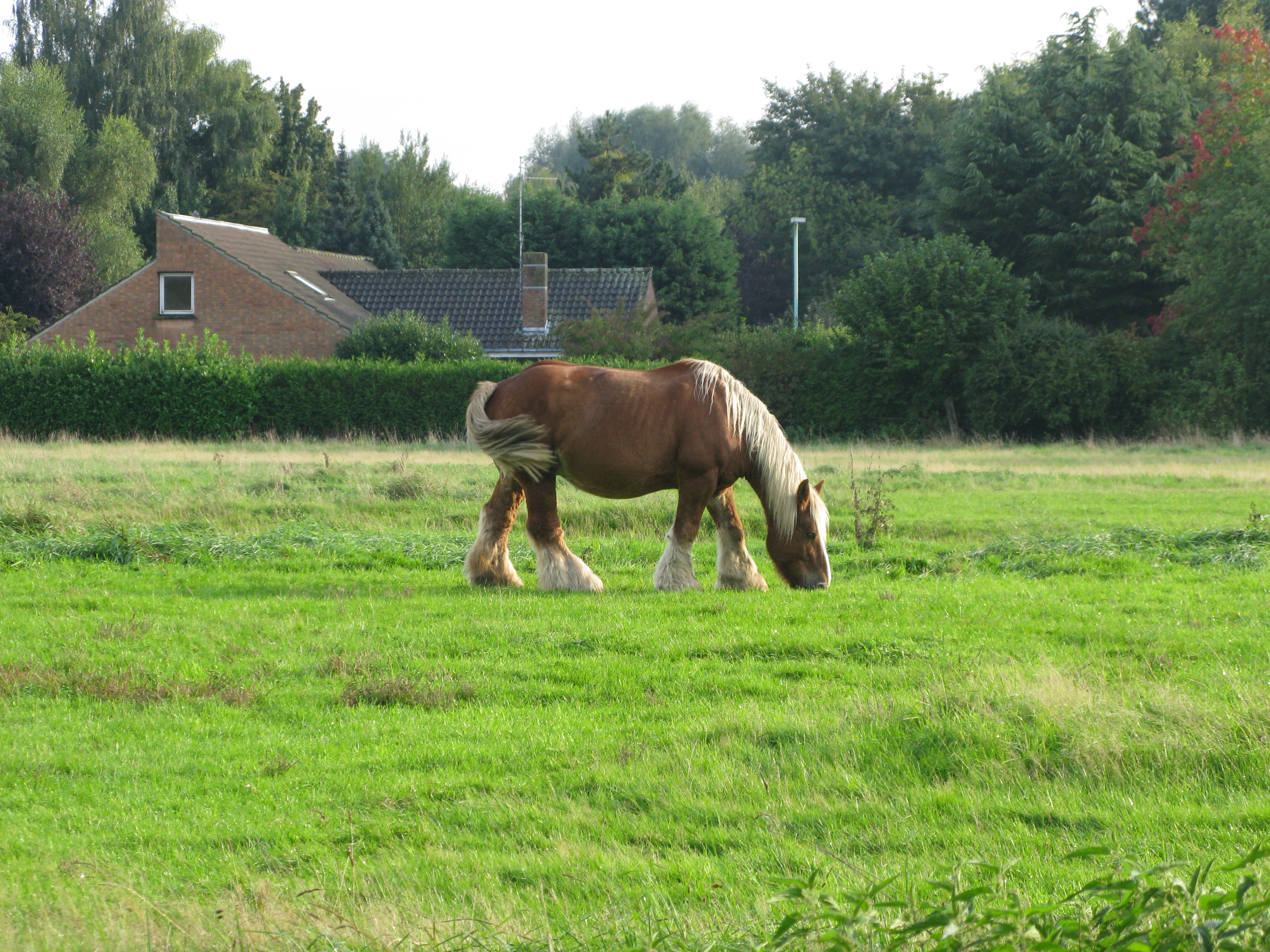
Cheval de trait dans une clôture du parc.

On trouve dans les pâturages au bord du lac du Héron des chevaux de trait.

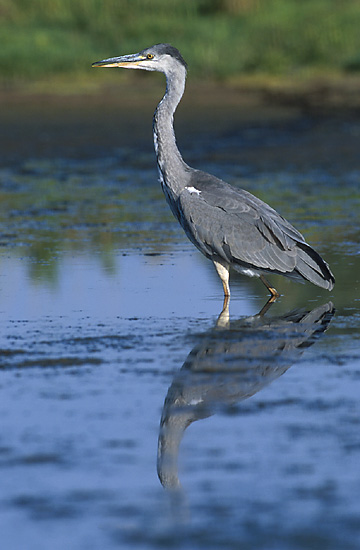
Un héron cendré juvénile.

On a recensé 235 espèces d’oiseaux dans le parc, notamment des hérons, des loriots d’Europe et des canards colverts. En outre, on y trouve beaucoup d'oiseaux que l'on peut observer dans les quartiers environnants de Villeneuve-d'Ascq : ramier, mésange, moineau, merle, coucou, pic-vert, pie, corbeau, grive, rougegorge, etc.
Plusieurs espèces de rongeurs sont également présentes, telles que le mulot ou le rat. Six espèces d’amphibiens et 190 espèces d’insectes ont par ailleurs été observées.
En 2010, un pêcheur a sorti de l'eau du lac un silure d'1,65 mètre de long pour 38 kilos. D'autres pêcheurs affirment qu'il y en aurait d'environ 50 kilos.

## Ferme du Héron
La ferme du Héron abrite la direction « environnement et développement durable » de la ville. Depuis 1984, un verger conservatoire y existe pour analyser et observer 700 variétés de pommes issues de la région ainsi que d'autres arbres fruitiers (450 variétés de poiriers, 150 de pruniers, 160 de cerisiers, des pêchers et une douzaine de variétés de vigne). Créé dans le cadre d'un Centre régional de ressources génétiques (CRRG), il dépend des Espaces naturels régionaux (ENRx) qui gère aussi les parcs régionaux.
La ferme (ex-ferme Lenglet, puis ferme Delannoy, puis ferme Verte) appartenait pendant tout le XIXe siècle à la famille Vandercruisse. De 1906 à 1970 elle appartient à la famille d'Hespel. En 1970 elle est acquise par l'État, en 1977 par l'EPALE, puis en 1983 par la communauté urbaine. La ville de Villeneuve-d'Ascq gère la ferme dans le cadre d'un bail emphytéotique depuis 1979. La ferme était autrefois complètement entourée de fossés.
La ferme du Héron abrite aussi des ânes et plusieurs espèces de galliformes, ainsi que des oies, des rapaces et des canards. La ferme du Héron a également hébergé un important centre de soins pour oiseaux blessés jusqu'en novembre 2005[réf. souhaitée]. La ferme accueille également des écoliers et des centres de loisirs, et des rassemblements d'astronomie.

## Fréquentation
En 2011, il a reçu 532 000 visiteurs.
En 2012, il a reçu 508 765 visiteurs.
En 2013, il a reçu 469 242 visiteurs.
En 2014, il a reçu 537 204 visiteurs.